# L’Alqueria de la Comtessa
L’Alqueria de la Comtessa – gmina w Hiszpanii, w prowincji Walencja, we wspólnocie autonomicznej Walencja, o powierzchni 2,15 km². W 2011 roku liczyła 1508 mieszkańców.